# Salejewka
Salejewka (ros. Салеевка) – wieś (ros. село, trb. sieło) w zachodniej Rosji, w sielsowiecie glebowskim rejonu fatieżskiego w obwodzie kurskim.

## Geografia
Miejscowość położona jest nad Usożą (lewy dopływ Swapy w dorzeczu Sejmu), 1 km od centrum administracyjnego sielsowietu (Zykowka), 10 km na wschód od centrum administracyjnego rejonu (Fatież), 41 km na północny zachód od Kurska, 10 km od drogi magistralnej (federalnego znaczenia) M2 «Krym» (część trasy europejskiej E105).
We wsi znajduje się 67 posesji.
Klimat
Miejscowość, jak i cały rejon, znajduje się w strefie klimatu kontynentalnego z łagodnym ciepłym latem i równomiernie rozłożonymi opadami rocznymi (Dfb w klasyfikacji klimatów Köppena).

## Demografia
W 2010 r. wieś zamieszkiwało 111 osób.